# Gänga
Gängor och gängstandarder

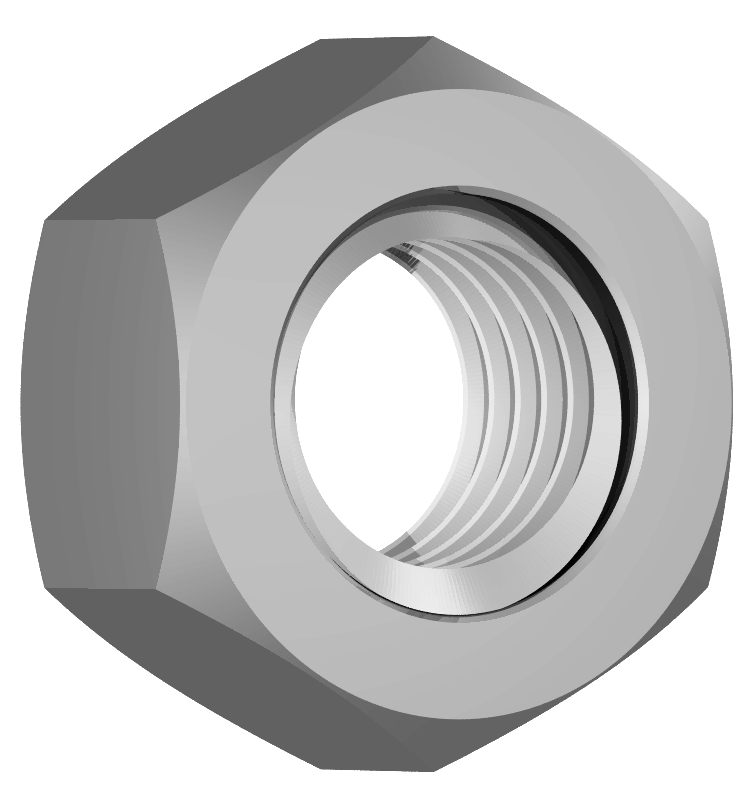
Invändig gänga, mutter

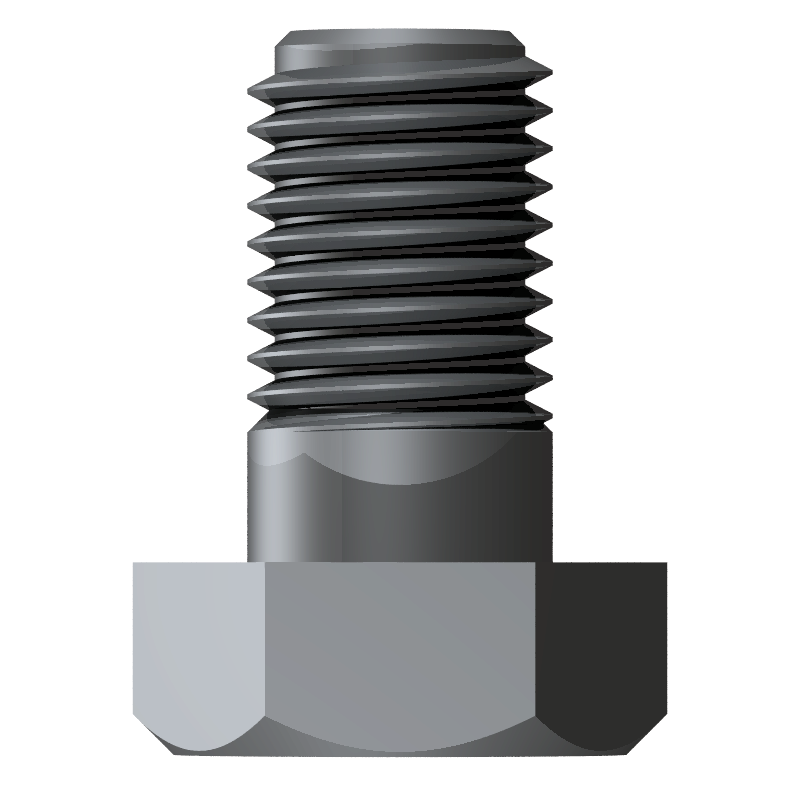
Utvändig gänga, skruv

En gänga är en tredimensionell spiralformad struktur avsedd att transformera en roterande rörelse till en linjär. En invändig gänga (till exempel hos en mutter) är gjord för att passa en utvändig gänga (till exempel på en skruv). Gängor förekommer bland annat på skruvar, muttrar, glödlampor, flaskor och burkar med gängat lock.
Vanligtvis är föremål högergängade, det vill säga medurs vridning ger åtdragning. Vänstergängning kan förekomma i särskilda fall, till exempel för att förhindra oavsiktlig urskruvning på roterande maskindelar. Ett annat användningsområde för vänstergänga är vantskruven som består av en vänster- och en högergängad skruv.
På motorfordon har det förekommit att fastsättningsbultarna för hjulen varit gängade åt ena hållet för vänsterhjulen, och åt andra hållet för högerhjulen.
I vissa tillämpningar har man blandade gängriktningar för att förhindra misstag vid ihopskruvning av olika komponenter, t.ex. vid gassvetsningsanordningar för att hålla isär det som är avsett för acetylen resp syre.
I äldre tider fanns ingen fastställd standard för gängriktningen och för skruvar som tillverkades hantverksmässigt, kunde smeden välja gängriktning.
I början av 1800-talet gick Joseph Whitworth igenom alla de gängtyper och storlekar som tillverkades av engelska företag och introducerade ett standardiserat gängsystem. År 1841 fick han systemet antaget av det engelska civilingenjörinstitutet. Därefter kunde man sätta igång masstillverkning av skruv och muttrar som passade ihop utan att de behövde komma från samma tillverkare.

## Delning (stigning)

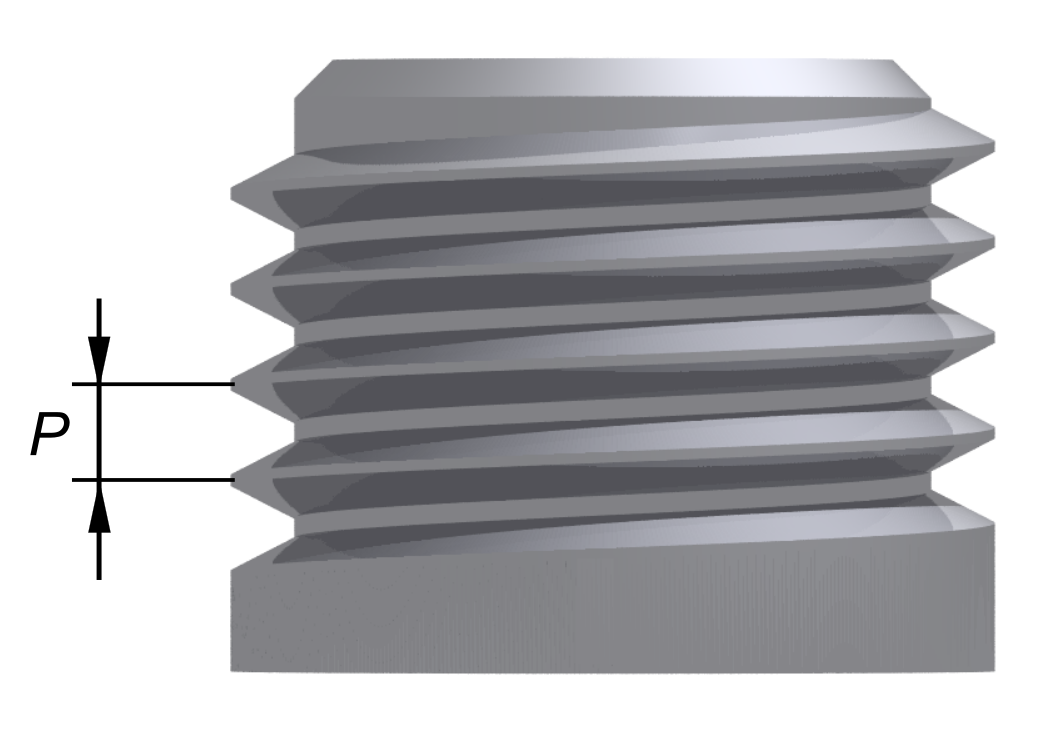
Avståndet P är gängans delning

Avståndet mellan två gängtoppar, eller skruvens/mutterns förflyttning efter ett varvs rotation, kallas delning (tidigare stigning).  Delningen anges för metriska gängor i millimeter. För gängor enligt standarder baserade på inch (tum) anges ofta delningen i antal gängor per inch.
"Stigning" förekom ofta i litteratur och allmänt språkbruk, men har ersatts av delning. 
Ännu äldre svenska texter benämner delningen "gänghöjd" vilket övergavs till förmån för stigning som således i sin tur ersatts av delning.  Gänghöjd används emellanåt för att beteckna avståndet mellan gängans botten och topp, varför det synes olämpligt att nyttja denna beteckning för delning. 
En gängmall är ett mätverktyg för att kontrollera gängstigningen. Den kan vara i form av ett stålblad med taggar i kanten. Oftast används dock en gängtolk med en profilslipad gänga med max- och mindiameter

## Standardiserade gängsystem[5]
Standardisering av gängor har utvecklats sedan början av artonhundratalet för att underlätta kompatibiliteten mellan tillverkare och användare. Standardiseringen pågår fortfarande, bland annat genom konverteringar mellan standarder baserade på metriska mått och tum, där båda används i stor utsträckning inom olika industrier. Standardgängor identifieras oftast med bokstavskoder (M, UNC, etc.) som oftast bildas av prefixet på de standardiserade beteckningar för gängorna.
Måtten på tolkarna till dessa gängor anges  SS/ISO2398, SS1745 till-48, 228/2 och SS/ISO 7/2

### ISO standardiserad gänga
Metriska gängor (M) är de vanligaste gängorna i Europa och finns med godtycklig stigning. Stigningen i förhållande till ytterdiametern avgör om den klassificeras som fin (MF) eller grovgänga (M). Utvändiga gängor mäts från gängtopparna och får samma M-värde som skruven. 

### Andra gängstandarder
I USA är "unified" tumgängor de vanligaste; de finns i extra fin- (UNEF), fin- (UNF) och grovgängat (UNC, Unified Coarse) utförande.
Rörgänga (G, tidigare betecknat R) är standard inom hydraulik och pneumatik och finns som koniska och parallella gängor.  National Pipe Thread (NPT) är en amerikansk standard för koniska gängor för rör och andra tätningsförband.
- ACME-gänga Trapetsgänga. tum,  med 14,5graders flankvinkel.
- aeb-gänga
- ASME-gänga 1907 till 1921. Sedan NC-gänga[4]
- ASTP-gänga
- B-gänga
- BA-gänga (British Association for Advancement of Science)
- Beb-gänga
- Bodmer-gänga
- BSB-gänga
- BSC-gänga = BSCY-gänga (British Standard Cycle)
- BSF-gänga (British Standard Fine)
- BSP-gänga (British Standard Pipe) 55 grader spetsvinkel [4]

- BSW-gänga (British Standard Whitworth) 55 grader spetsvinkel[4]
- CEI-gänga (Cycle Engineers Institute)
- Edison-gänga (E) Standard: IEC61-1  [4]
- F-gänga
- Gasgänga
- Glasgänga
- G-gänga  (SS/ISO228/1). 55 grader spetsvinkel  (F.d. R-gängan) [4]
- G- ud10 (ATLAS COPCO-standard) Lokal svensk standard. Kompenserad för ytbeläggning 10my.
- JIS-gänga [7](  Japanese Industrial Standard B 0253-1982). R-gänga med en halv gänga extra i änden.Tolken är dock märkt enligt ISO vilket orsakat stor förvirring och medföljande kostnader och kassationer. JIS-märkningen är 3 mm i Ø [7]. Ringtolken mäts i båda ändar på konan vilket ställer krav på tjockleken. Mätplanet är flyttat. Standarden JIS 0253-1982 bör läsas grundligt på denna gänga.
- Kulgänga (Standard ISO 3408). För kulskruvar och kulskruvsmuttrar. [4]
- Löwenhertz-gänga Historisk
- M-gänga (metrisk gänga (grov och fin delning)
- MUIR (Tillverkad av CEJ, SVA och kanske flera, tumdimensioner, övrig info. saknas)
- Nippelgänga
- NPT-gänga (National pipe thread,  Standard:  ANSI/ B1.20.1ASME) 60 grader spetsvinkel.[4]
- NPTF-gänga (National Pipe Tread Fuel =DRYSEAL=  självtätande spets mot botten- profil) 60 grader spetsvinkel[4]
- Pg Pansarrörgänga   (DIN 40430, Panzerrohrgewinde, ej för nyinstallation)
- Plåtskruvgänga
- R-gänga (SS/ISO 7/1. Rörgänga, konisk). 55 grader spetsvinkel.( Fd. svenska KR-gängan)[4]
- Rundgänga  . Standard SMS-680. Gänga med rundad profil. För glödlampsocklar, filtergängor och andra plåtapplikationer.[4]
- Rd Rundgängor  (DIN405. För slagtålig , utmattningskänslig och hygienisk användning )[4]
- SAE-gänga (Society of Automobile Engineers) Utgick år 1921.[4]
- Sellersgänga[4]Historisk. Kopia av Whitworth med 60graders spetsvinkel
- T-gänga (för träskruv)
- Thury-gänga
- Trapetsgänga SS/ISO 2901[4]
- UNC-gänga (Unified Coarse), ingår i Unified Thread Standard (UTS) 60 grader spetsvinkel.[4]
- UNF-gänga (Unified Fine), ingår i Unified Thread Standard (UTS) 60 grader spetsvinkel[4]
- UNS-gänga (Unified Special) Gängor med delningsmått mellan standardstigningar. 60 grader spetsvinkel[4]
- UN-2A ud10 (SS1712) Lokal svensk standard[4]
- W-gänga Whitworth Ej för nykonstruktion[4]
- W-gängor (SMS-3. Whitworth-gänga) 55 grader spetsvinkel. Ej för nykonstruktion.[4][5]